# Midnight Oil
A Midnight Oil 1976-ban alakult ausztrál könnyűzenei együttes, melynek kiadója a Columbia Records.

## A kezdetek: The Farm: 1972-1976
1971-ben, Sydney-ben, Rob Hirst dobos, Andrew James basszusgitáros és Jim Moginie gitáros, billentyűs megalakították a Farm nevű zenekart, és Cream, Creedence Clearwater Revival, Led Zeppelin feldolgozásokat játszottak. Egy újsághirdetésükre jelentkezett Peter Garrett, aki később az énekesi posztot töltötte be. A csapat saját dalok mellett, Focus, Jethro Tull és Yes feldolgozásokat is felvett a repertoárba. Mivel Garrett a Canberrai Nemzeti Egyetemen folytatott jogi tanulmányokat, a távolság miatt az együttes csak amatőr szinten működött. Sydney-től északra koncerteztek tengerparti helyeken, 1975-re azonban már bejárták az egész keleti partot.
1976 végén Garrett Sydney-be költözött, hogy befejezze jogi tanulmányait, majd az együttes profi státusúvá lépett elő. Ekkor már Midnight Oil a nevük, miután egy szavazáson ez a nevet húzták elő a kalapból (egyéb nevek: Television, Sparta, Southern Cross). Nevüket Jimi Hendrix „Burning of the Midnight Lamp” című dalából vették.

## A Farm utáni időszak: 1976-1981
A névváltozás után a csapat saját agresszív hangvételű punk-hard rock stílusú dalait kezdte játszani, kisebb helyeken, főleg kocsmákban. 1977-ben csatlakozott Martin Rotsey gitáros, és menedzserükkel Gary Morris-szal megalapították saját kiadójukat, a Powderworks-öt. 1978 júniusában a helyi rádióállomás, a 2JJ producerével megkezdték első lemezük felvételeit, amely 1978 novemberében jelent meg Midnight Oil néven. Az első kislemez, a „Run by Night” 1978 decemberében jelenik meg, csekély sikerrel. Az általuk adott évi 200 koncertnek köszönhetően komoly rajongótáborra tesznek szert, amely most már kiterjed más városokra is. Intenzív, dinamikus fellépéseik ismertté teszik őket, amiből az egész csapat kiveszi a részét. Az első lemez csalódottá teszi a kritikusokat, akik a koncertek energiáját hiányolják a stúdiófelvételekből, Garrett hangját pedig mesterkéltnek nevezik.
Második lemezük, a Head Injuries 1979 októberében jelenik meg, a Supercharge nevű együttes korábbi tagjának, Leszek Karskinak a felügyelete mellett. Az album a hagyományos rock-ot ötvözte a progresszív zene elemeivel, kiemelve a csapat erejét és karizmáját. 1980 közepére az eladásoknak köszönhetően aranyalbum lett.
1980 áprilisában a basszusgitáros Andrew James egészségügyi problémái miatt kilép a zenekarból, helyét Peter Gifford veszi át. A zenekar további népszerűségét növeli a négy számból álló Bird Noises EP megjelenése, amelynek szintén Karski a producere.
A csapat harmadik lemeze a Place Without a Postcard a CBS terjesztésében jelenik meg 1981 novemberében. A produceri teendőket ezúttal a Rolling Stones-szal és a The Who-val is dolgozó Glyn Johns látta el. A felvételek közben az együttes és Johns nem mindenben értettek egyet, emiatt a lemez végeredményével a csapat nem volt elégedett. Johnsnak volt egy megállapodása az A&M Records-szal, miszerint kérték őket, térjenek vissza a stúdióba, és az amerikai slágerlisták számára is hallgatható kislemezt vegyenek fel, de ezt ők megtagadták, és visszatértek Ausztráliába. A lemezről kimásolt mindkét szám a „Don't Wanna be the One” és „Armistice Day” is bekerült az ausztrál 40-es slágerlistára.

## Rajongók, zeneipar, média
Az 1970-es évek közepén az ausztrál zeneipar figyelembe se vette azokat a zenekarokat, amelyek nem illettek bele a slágerlistás és tini popsztárok vonalába, illetve kicsit is különböztek ezektől. Habár Sydney két rockrádiója a Double Jay, majd később utóda a Triple J folyamatosan éltette a zenekart, a nagy kereskedelmi rádiók a korai időkben nem játszották dalaikat. Gary Morris az egyik legállhatatosabb menedzser hírében állt, mivel nem volt rest eltiltani azokat az újságírókat, akik ingyenjegy ellenére negatív kritikát írtak az együttes koncertjeiről. A szakíró, kritikus Bruce Elder egy 1980-as cikkben sekélyesnek és idegengyűlölőnek nevezte az együttes zenéjét, majd így folytatta:
„a Queen kocsmarock zenéjének déli féltekéről jövő változatát játsszák; életidegen, szexista, szekularista, bigott, az ausztrál életérzés túlhajszolása” - írta a Crime de la Phlegm című írásában.
Válaszképpen Morris minden Midnight Oil fellépésről kitiltotta Eldert. Később Elder visszakozott, és az egyetlen zenekarnak nevezte őket, akiknek sikerült az igazi ausztrál hangzást kialakítaniuk.
A hagyományos média és a csapat közti elhidegült kapcsolat az együttes kompromisszumok nélküliségének volt köszönhető. Az 1980-as évek elején meghívták őket a Countdown nevű zenés műsorba, de a műsor napján kihagyták őket a fellépők közül. A műsorban minden fellépő playbackről adta elő a dalokat, de a zenekar ragaszkodott az „élő” előadáshoz és saját technikusukat akarták alkalmazni, de a két oldalnak nem sikerült megegyezni. A producer, Michael Shrimpton szerint a zenekar későn érkezett. A műsor szigorú menetrendje miatt nem engedték fellépni a későn érkezőket, így ők nem szerepelhettek. Válaszképp a zenekar kijelentette, soha nem fognak fellépni a show-ban, amit a műsor megszűnéséig be is tartottak. 1987. július 19-én, az utolsó adás napján, a műsorvezető Garrettet utánozva kopaszra nyiratkozott, és sajnálatát fejezte ki, hogy a zenekar soha nem szerepelt műsorában.
A rajongók az ilyen események miatt egy „ők vagy mi” szerepbe kényszerültek, de mindvégig hűek maradtak az Oils gondolatvilágához és zenéjéhez. Két helyen is - az északi tengerparton a The Royal Antler szórakozóhelyen és a Bondi Beach-en lévő Bondi Livesaver Club-ban - jelentős rajongótábort tudhattak magukénak.
A szövegekben jelentkező politikai mondanivaló újdonságként hatott az ausztrál zene színpadán, Peter Garrett hamar híressé vált, mint az ország egyik legkarizmatikusabb és legszókimondóbb zenésze. Ezekben az időkben a fellépésekre így emlékszik vissza:
„A zenekar lefoglalta a helyet, mondjuk Sydney nyugati részén, ahol játszani fog. A koncert közepe felé két nagydarab kamionsofőr verekedni kezdett. Ütlegelték egymást, és folyamatosan a színpad felé sodródtak. Közben mások azt mondogatták: - Halkítsátok már le a zenét, TV-t akarok nézni. Ilyen környezetben játszottunk három évig.” (The Big Australian Rock Book, 1985)

## Az első nemzetközi sikerek: 1982-1985

### 10 to 1 (1982)
Az együttes az 1982 szeptemberében megjelent 10, 9, 8, 7, 6, 5, 4, 3, 2, 1 (vagy Ten to One) albummal került be a nemzetközi zenei köztudatba. A lemezről két kislemez lett siker: a „Power and the Passion” és a „Read About It". További két szám keltett feltűnést, az amerikai katonai beavatkozásokat ellenző „US Forces” és a mindenkori imperialista elnyomást bíráló „Short Memory".
A lemezt szeptember folyamán vették föl Londonban, Nick Launay producer segítségével, aki korábban olyan nevekkel dolgozott együtt, mint The Jam, XTC, Peter Gabriel, PiL, Gang of Four and The Birthday Party. Launey ebben az időszakban más ausztrál lemezek producere is volt: INXS' The Swing, Models' The Pleasure Of Your Company and The Church's Seance.
A lemez 171 héten keresztül szerepelt az ausztrál lemezeladási listán. A stúdiófelvétel a koncertek energiáját ugyan nem adhatta vissza, de jóval erőteljesebb és kísérletezőbb volt, mint az előző lemezek. Sikereik következtében bebocsátást nyertek a Sydney's Capitol Theatre-be, ahol több estén keresztül játszottak, ebből az egyik estét filmre vették, és 2004-ben a Best of Both Worlds DVD kiadványban megjelentették. Az együttes első alkalommal eljut Ausztrálián kívülre: Amerikában - ahol a lemez felkerült a Billboard 200-as listára - és Angliában is koncerteztek.

### Red Sails in the Sunset (1984)
A csapat 1983-ban több, politikával kapcsolatba hozható jótékonysági koncertet adott, mint a Stop the Drop Nuclear Disarmament koncert, amelyért az Egyesült Nemzetek Média Béke-díját kapták.
1984-ben Japánba repültek, hogy Nick Launay segítségével felvegyék új lemezüket a Red Sails in the Sunset-et. Az ausztrál listákon négy hétig első volt, és Amerikában ismét felkerült a Billboard 200-as listájára. A kimásolt kislemezek nem hoztak ekkora sikert.
Az album zenéje kicsit elveszett a stúdió technikai varázslatai között, de a szövegek egyértelműen pozitív visszajelzést kaptak. A témák továbbra is a politika, a fogyasztói társadalom, militarizmus, a nukleáris háborútól való fenyegetettség és a környezetvédelem körül forogtak. Az album borítóra Sydney és a kikötő került, egy képzelt nukleáris támadás után. A borítót a japán művész, Tsunehisa Kimura készítette.
A Short memory című dal koncertverziója bekerült a nukleáris háborút ellenző One night stand című filmbe. A Best of Both Worlds videóját a Music Television is műsorára tűzte.

### A goat island-i Triple J koncert
1985 januárjában Oil on the Water címmel, a Triple J rádió tizedik születésnapja alkalmából adtak koncertet Sydney kikötőjében. A koncertre, a rádióban lezajlott játékban jegyet nyerő hallgatók juthattak be. A koncert felvételét - amelyet az ABC TV és a Triple J is közvetített -, felújítva kiadták a 2004-es Best of Both Worlds DVD-n.

## Nemzetközi siker és politikai aktivizmus: 1985-2002

### Diesel and Dust (1987)
1985 decemberében a CBS-nél jelenik meg a négyszámos Species Deceases című EP, amelynek producere Francois Kevorkian volt. A lemez hangzásával kicsit visszatérnek a kocsmarock hangzásvilágához, de sokkal dinamikusabban, keményebben. 1986-ban több hónapot turnéznak két ausztrál bennszülött együttessel, a Warumpi Band-del és a Gondwanaland-del. Többnyire a lakott településektől messze játszottak az ausztrál bennszülött közösségeknek, ahol elsőkézből tapasztalhatták meg a bennszülött közösségek rossz egészségügyi-, és életkörülményeit. A turnét az ausztrál újságírók kritizálták, mivel csak egy alkalomra szólt, és szerintük nem arra hivatott szolgálni, hogy hidat építsen a különböző kultúrák és közösségek között. Az együttest azonban feltüzelték a szerzett tapasztalatok, következő lemezüket ezekre a tapasztalatokra építették.
A Diesel and Dust 1987 augusztusában jelent meg, amelynek két producere is volt Launay és Warne Livesey személyében. Az album Ausztrália fehér lakosságának figyelmét hivatott felhívni a múltban bennszülött lakossággal szemben történt igazságtalanságokra, valamint a megbékélés szükségességét hangoztatta.
Közvetlenül a lemez felvételei után a sűrű turnéprogramra hivatkozva kilépett a zenekarból Peter Gifford. Helyét Dwayne `Bones` Hillman (The Swingers) foglalta el, akit Neil Finn (Crowded House) ajánlott a zenekar figyelmébe.
A lemez hat hétig vezette az ausztrál lemezeladási listákat, a Billboard 200-as listán a 21. helyig jutott 1988-ban, Angliában 19. lett. "Beds Are Burning” című dal 6. helyig jutott az ausztrál slágerlistán, a Billboard Hot 100-on 17., Angliában 6. lett. Sikeres lett még a The Dead Heart és a Put Down That Weapon.
Az Australian Recording Industry Association (ARIA) 1988-as díjkiosztóján, lemez elnyerte a legjobb albumborító díját, a Beds Are Burning pedig a legjobb dal és kislemez díjat kapta.
Kisebb vita keletkezett Gary Morris menedzser és Ian Meldrum között, aki neheztelt azért, amiért Morris a díjátadáskor beszédébe politikai megjegyzéseket kevert.
Kérdések merültek fel a Diesel and Dust album kapcsán, vajon kinek a joga a bennszülöttek történelmét elmesélni a városi embereknek.
1985-ben került vissza Ausztrália egyik jelképe, Uluru (a jellegzetes vörös sziklák) a bennszülött törzsek gondozásába. Ebből az alkalomból kérték fel a szervezők az együttest egy dal megírására, amely a The Dead Heart címet kapta. A dal szövege többnyire egyszótagú szavakból áll, és a bennszülöttek szemszögéből mutatja be fehér emberek betelepülését, de sokak szerint a primitívség sztereotípia érzését erősítette.
A bullroarer használatát is elítélték, mivel inkább szent rítusokhoz valónak érezték, mint a modern zenéhez.
A csapat alapvetően ellenkezett, hogy bennszülött együttes is csatlakozzon hozzájuk koncertjeiken, de a szervezők ragaszkodtak hozzá, azzal érvelve, hogy szélesebb hallgatóságot tudnak megszólítani a túlnyomórészt fehérek lakta városokban. A csapat a dal bevételét a bennszülött közösségeknek ajánlotta fel, valamint két aborigin együttes - Warumpi Band és a Gondwanaland - turnézott velük.
Az 1988-as a Yothu Yindi zenekarral közös amerikai lemezbemutató körutat követően több zenekar bevonásával -Paul Kelly, Scrap Metal, Coloured Stone, Hunters & Collectors, James Reyne, The Saints, Crowded House, INXS and Yothu Yindi - felvették a Burning Bridges című albumot. A lemez teljes bevételét az Aborigin Szervezetek Nemzeti Koalíciója számlájára utalták át.

### Blue Sky Mining (1990)
A Blue Sky Mining album 1990 márciusában jelent meg a CBS Columbiánál, a producer ismét Livesey volt. A ausztrál lemezlistákon első helyen landolt. Sokkal szókimondóbb albumot készítettek az előzőeknél.
A Blue Sky Mine című dal a wittenoom-i bányaszerencsétlenség áldozatainak állít emléket.
Az ausztrál listákon a 8., a Billboard Hot 100-as listán az első helyig jutott, és Angliában is sikeres volt.
A második kislemez a Forgotten Years mérsékeltebb sikert ért el, csak a 26. helyig jutott az ausztrál listákon és 97. lett Angliában. 1990 májusában az amerikai turnét félbeszakítva, a New York-i Exxon székház előtt adtak rögtönzött koncertet, ahol a következő számokat adták elő: 

1. Dreamworld 

2. River runs red 

3. Sometimes 

4. Progress 

5. Blue sky mine 

6. Instant Karma
Az általuk kifeszített plakáton a „Midnight Oil Makes You Dance, Exxon Oil Makes Us Sick” (a Midnight Oil megtáncoltat téged, az Exxon Oil beteggé tesz minket) felirat szerepelt, amivel az egy évvel korábban történt alaszkai tankhajó katasztrófára utaltak.
Az 1991-es ARIA díjkiosztón elnyerték a legjobb együttes, a legjobb lemezborító, a legjobb videó, az év albuma és a kiváló eredményekért járó díjat. A díjakat átvevő Gary Morrist ezúttal 20 percig tartó beszéde miatt szólták meg.
1992 júniusában megjelent első koncertalbumuk a Scream in Blue, amelyre az 1982-1990-es időszak felvételeiből válogattak számokat, az Exxon koncertről bekerült a Progress című dal is. A lemez producere Keith Walker volt.

### Earth and Sun and Moon (1993)
A Earth and Sun and Moon album 1993 áprilisában jelent meg, Nick Launay producer segítségével. A lemez ismét jó kritikákat kapott, és a nemzetközi sikerek sem maradtak el.
A kislemezre másolt dal a Truganini több témát feszegetett: egyrészt Truganini volt az utolsó tasmániai bennszülött, valamint Albert Namatjira aborigin művésszel való bánásmódot kritizálták, másrészt az ausztrál zászló körüli vitáról és a republikanizmusról szóltak. A kislemez borítóján a dalhoz a következő megjegyzést fűzték: „Truganini volt az utolsó tasmániai aborigin, fajának utolsó képviselőjeként halt meg 1876-ban.”
A hétezer tasmán embert képviselő Tasmániai Bennszülött Központ a lemez bojkottjára szólított fel, mivel a dal szövege megerősíti azt a „fehér” mítoszt a tasmániai bennszülöttek kihalásáról, bennszülött mivoltuk az ősi földekkel való kapcsolat jogát erősíti. Garry Morris így felelt: Azt javaslom, hogy ne rombolják saját hírnevüket és hagyják az olyan együtteseket mint az Oils, hogy szószólója legyen a feketéknek a többségében fehérek lakta Ausztráliában.
A egyesek szerint Morris lenézte a bennszülöttek azon képességeit, hogy a világ előtt saját magukat képviseljék, és túlbecsülte az Oils követi jelentőségét, mialatt saját hibáikat lekicsinyítik. Más bennszülött aktivisták viszont előnyét látták annak, hogy a Midnight Oil rávilágít a kérdésre, ezáltal lehetővé téve hibáik kijavítását.
1993-ban a Midnight Oil részt vett az Another Roadside Attraction nevű turnén, amely a british columbia-i erdőirtások ellen tiltakozott. Erre az alkalomra több zenekarral - The Tragically Hip, Crash Vegas, Hothouse Flowers és Daniel Lanois - egy kislemezt készítettek „Land” címmel.

### Breathe to Capricornia (1996-2002)
1996 októberében jelent meg a Breathe, amelynek producere Malcolm Burn volt. A lemezre jellemző a nyers zenei világ, egyszerű hangszereléssel, puritán hangzással. Az ausztrál listákon a harmadik helyig jutott.
Az 1997-ben megjelent a négyszeres platinalemez, a 20,000 Watt R.S.L. a legjobb dalaikat tartalmazta, az eladási listák élére került.
1998 novemberében megjelent szokatlanul kemény hangzású Redneck Wonderland és a 2002 februárjában kiadott Capricornia is a legjobb tíz album közé került az adott évben.

## Fellépés a 2000-es sydney-i olimpia záróünnepségén
Az együttes ismét a megbékélés politikáját hangoztatta fellépésekor a 2000-es nyári olimpia záróünnepsége alkalmával.
Abban az évben John Howard miniszterelnök további ellentéteket szított, amikor jelképesen nem kért bocsánatot a bennszülöttektől és az ellopott generációktól. Az együttes az ünnepség alkalmával a megbékélést hirdető Beds are burning című dalt játszotta. Ruhájukra a Sorry (bocsánat) szócskát nyomtatták, kifejezve sajnálatukat a fehér telepesek bennszülöttekkel szembeni elnyomása miatt, így jelezve ellenérzésüket, a közönség soraiban helyet foglaló miniszterelnöknek.
2001-ben az Australasian Performing Right Association (APRA) [Ausztrálázsiai Előadók Jogaiért Szervezet], száz, a zeneiparban dolgozó embert kérdezett meg, szerintük mely tíz volt minden idők legjobb ausztrál dala. A Beds Are Burning a harmadik helyen végzett a The Easybeats' „Friday on My Mind” és Daddy Cool's `Eagle Rock`” dala mögött.
A 2001-es APRA díjátadón Aden Ridgeway szenátor a bennszülöttek szóvivőjeként lejátszotta a Beds are Burning című dal videóját. A Power and the passion pedig bekerült minden idők 30 legjobb ausztrál dala közé.

## Megszűnés és újraegyesülés
Az 1989-1993 és 1998-2002 közötti időszakban Garrett az Australian Conservation Foundation [Ausztrál Természetvédelmi Alapítvány] tagja volt, míg 1993-tól 1998-ig a Greenpeace nemzetközi (board) bizottságában foglalt helyet.
Garrett 2002. december 2-án jelentette be a zenekarból való kilépését, hogy politikai karrierjére összpontosíthasson.
Garrett az 1984-es választásokon a Nukleáris Leszerelési párt színeiben indult a szenátusi mandátumért, ahol szavazatok 9,6%-át szerezte meg, kevéssel lemaradva a 12,5%-os küszöbtől. 1985 áprilisában Garrett harmincadmagával kivonult a párt nemzeti konferenciájáról, kilépett a pártból, azt állítva, hogy bizonyos „trockista elemek” szivárogtak a pártba. Habár ezen a választáson sem érte el a kívánt eredményt, ő maga már sok helyen ismert és elismert lett.
2004-es választások alkalmával azonban szenátusi helyet szerzett, az Ausztrál Munkáspárt tagjaként és a Klímaügyi-, Környezetvédelmi- és Kulturális miniszter lett az árnyékkormány tagjaként. 2007. november 27-én a miniszterelnökké választott Kevin Rudd Környezetvédelmi- és Kulturális miniszterré nevezte ki Garrettet.
Az együttes többi tagja folytatta a közös munkát, de nem Midnight Oil név alatt, ami a csapat végét jelentette.
Az együttes fellépett a 2005. január 29-i WaveAid koncerten, amellyel a 2004. decemberi szökőár áldozatainak nyújtottak segítséget. Előző nap a Manly-Warringah Leagues Club-ban tartottak egy 'bemelegítő' estét.
A WaveAid helyszínéül a Sydney Cricket Ground szolgált, ahol a Midnight Oil-on kívül fellépett a Powderfinger, Silverchair, Nick Cave, John Butler Trio, Finn Brothers és sokan mások.
2006. október 29-én az együttest beiktatták az ARIA Hírességek Csarnokába. Az ünnepségen Dennis Handlin az ARIA elnöke méltatta őket:
„harminc éven keresztül a sydney-i Royal Antler Hotel-től a New York-i Exxon székházig a Midnight Oil mindig az élen járt. Az együttes a maga ausztrál stílusában szólt a közönséghez és a világhoz. [...] Elsősorban a zenéjük beszélt helyettük, amely erőteljes, megalkuvás nélküli, különleges stílus, ami szórakoztat, ösztönöz és örökké élni fog. [...] Kedvenc sorom tőlük, ami jól összegzi zenéjüket: »Jobb állva meghalni, mint térden állva élni«.”
Rob Hirst beszédében köszönetet mondott a családjának, társainak és a rajongóknak. Felhívta a figyelmet arra a tényre, hogy míg a vietnámi háború protest dalok egész sorát keltette életre, nagyon kevés dal született az iraki invázióról.
2006 novemberében jelenik meg a Flat chat című gyűjteményes album, amelyre rockosabb, keményebb hangzású számaikat gyűjtötték. A lemez a 21. helyig jutott az albumeladási listákon.
Csak pletykának bizonyultak azok a híresztelések, miszerint az együttes fellép a 2007. júliusi Live Earth koncerten.
Rob Hirst és a Ghostwriters (a basszusgitáros Rick Grossmannal és a gitáros Martin Rotsey-val) színpadra lépett és hat számot játszott el, köztük az Oil egyik számát a When the Generals Talk-ot. Peter Garrett csak beszédet tartott és felkonferálta az újjáalakult Crowded House-t.

## A 2009-es melbourne-i koncert
2009. március 14-én egy koncert erejéig ismét színpadra állt az együttes. A februári ausztráliai bozóttűz és áradások károsultjainak megsegítésére sok előadó közreműködésével két, párhuzamosan rendezett koncertet tartottak, Sound Relief elnevezéssel. A Midnight Oil a Melbourne Cricket Ground stadionban rendeztek koncert utolsó fellépője volt. A közel háromnegyedórás fellépés alkalmával a következő számokat játszották:
1. Redneck wonderland 

2. Read about it 

3. Blue sky mine 

4. Advance Australia Fair (ausztrál nemzeti himnusz) 

5. One country 

6. Beds are burning 

7. King of the mountain 

8. The dead heart 

9. Power and the passion 

10. Best of both worlds 

11. Sometimes
A koncert teljes bevételét a Vöröskereszt számlájára utalták át. Többek között fellépett még: Augie March, Bliss N Eso with Paris Wells, Gabriella Cilmi, Hunters & Collectors, Jack Johnson, Kasey Chambers & Shane Nicholson with Troy Cassar-Daley, Kings Of Leon, Liam Finn, Crowded House, Jet, Paul Kelly, Split Enz és a Wolfmother.
A 14-i koncert előtt, 12-én és 13-án két „bemelegítő” koncertet adott a zenekar Canberrában, Up Close In The Capital címmel. Mindkét este telt házas volt. A koncert előtt, találgatások jelentek meg arról, hogy az együttes a leginkább bíráló hangnemben íródott számait nem fogja eljátszani, de ez sem bizonyult igaznak, mivel a legkritikusabb hangvételű számaikat adták elő.
Az eseményről 2009. október 9-én DVD jelent meg.
Az egyik tv-csatornán Rob Hirst azt nyilatkozta, jó lenne, ha a csapat nemcsak természeti katasztrófa alkalmával jönne össze.

## Diszkográfia
- 1978: Midnight Oil
- 1979: Head Injuries
- 1980: Bird Noises (EP)
- 1981: Place without a Postcard
- 1982: 10, 9, 8, 7, 6, 5, 4, 3, 2, 1
- 1984: Red Sails in the Sunset
- 1985: Species Diseases (EP)
- 1987: Diesel and Dust
- 1990: Blue Sky Mining
- 1992: Scream In Blue (koncert)
- 1993: Earth and Sun and Moon
- 1996: Breathe
- 1998: Redneck Wonderland
- 2002: Capricornia
- 2006: Flat Chat
- 2012: Essential Oils (válogatás)
- 2020: The Makarrata Project
- 2022: Resist

## Fordítás
- Ez a szócikk részben vagy egészben  a   Midnight Oil című angol Wikipédia-szócikk ezen változatának fordításán alapul.  Az eredeti cikk szerkesztőit annak laptörténete sorolja fel. Ez a jelzés csupán a megfogalmazás eredetét és a szerzői jogokat jelzi, nem szolgál a cikkben szereplő információk forrásmegjelöléseként.